# 520 Park Avenue
520 Park Avenue ist ein luxuriös ausgestatteter Wolkenkratzer im Stadtbezirk Manhattan in New York City. Der Wohnturm wurde nach seiner Adresse benannt.

## Beschreibung
Das Gebäude befindet sich auf der Upper East Side im Viertel Lenox Hill an der Nordseite der East 60th Street mittig zwischen der Park Avenue und Madison Avenue. Der Turm steht nur einen Block östlich vom Südteil des Central Parks und der Grand Army Plaza entfernt.
Der vom bekannten New Yorker Immobilienbüro Zeckendorf Realty entwickelte und vom Architekturbüro Robert A. M. Stern (Ramsa) entworfene Turm ist 238 Meter hoch und hat 54 Stockwerke. Zeckendorf ließ unter anderem die Zeckendorf Towers am Union Square errichten. Ramsa entwarf zudem im gleichen Baustil die ebenfalls auf der Upper East Side befindlichen Wohnhochhäuser 200 East 83rd und 255 East 77.
520 Park Avenue ist als reiner Wohnturm erbaut wurden, wobei man Kalkstein aus Indiana als Fassadenummantelung einsetzte. Insgesamt beherbergt der Turm 33 Wohneinheiten auf 16.500 m². Die unteren Etagen nehmen sogenannte Simplex-Apartments ein, die eine ganze Etage belegen. In den oberen Etagen befinden sich sieben jeweils auf zwei Stockwerke verteilte 845 m² große Maisonetten. Das dreistöckige 1150 m² große Penthouse, das die Stockwerke 52 bis 54 einnimmt, besitzt eine Terrasse, ein Atrium und einen privaten Aufzug. Es wurde nach Fertigstellung zum Preis von 130 Millionen US-Dollar angeboten. In der Lobby sind die Wände mit beigefarbenem französischem Marmor und Walnussholz verkleidet, während die Böden mit grauem Marmor ausgelegt sind. Neben der Lobby befindet sich ein kleiner Landschaftsgarten mit Springbrunnen. An der Nordseite des Gebäudes sind Balkone mit Blick Richtung Central Park angebracht. 520 Park Avenue ist das höchste Gebäude auf der Upper East Side.
Die Bauarbeiten an dem Gebäude begannen im Februar 2015. Mitte April 2017 erreichte es seine Endhöhe. Der Entwickler ging ursprünglich davon aus, dass Ende 2017 die ersten Wohnungen bezugsfertig sein würden. Der Wohnturm wurde aber erst im Frühjahr 2018 äußerlich fertiggestellt und im Juni 2019 sind schließlich die 33 Wohneinheiten übergeben worden. Die günstigsten Wohnungen wurden ursprünglich für nicht weniger als 18 Millionen US-Dollar angeboten. Einige der tatsächlichen Verkaufspreise lagen zwischen 11 und 73 Millionen US-Dollar, wobei gelegentlich auch Apartments zur Miete angeboten werden.
Von den Wohnungen hat man einen Blick auf den Central Park, die Upper East Side und die Skyline Manhattans. Zur Ausstattung der Residenz gehören unter anderem ein hauseigenes Fitnessstudio, ein Swimmingpool, ein eigener Garten sowie eine Rezeption. Die Bewohner haben auch die Möglichkeit, einen Weinkeller, Hauswirtschaftsräume oder eine Gästewohnung zu kaufen.

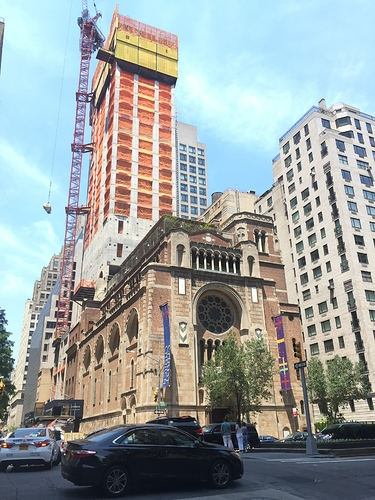
520 Park Avenue am 23. Juni 2016
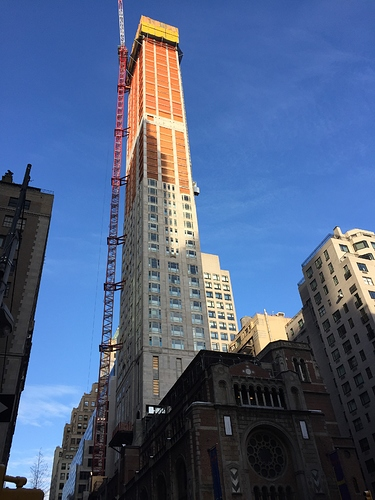
Baufortschritt am 6. Januar 2017
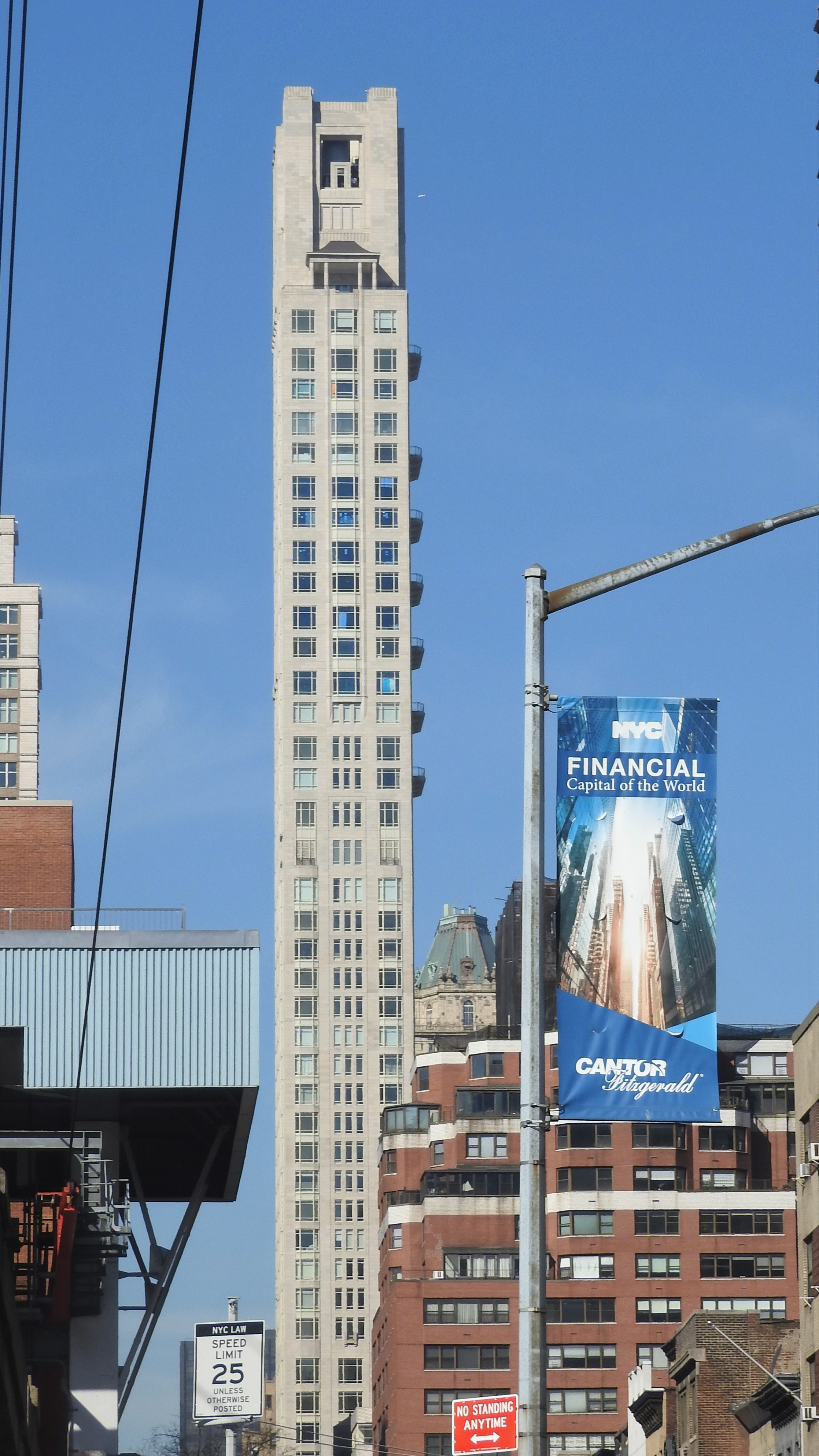
Der Wohnturm am 24. Februar 2020
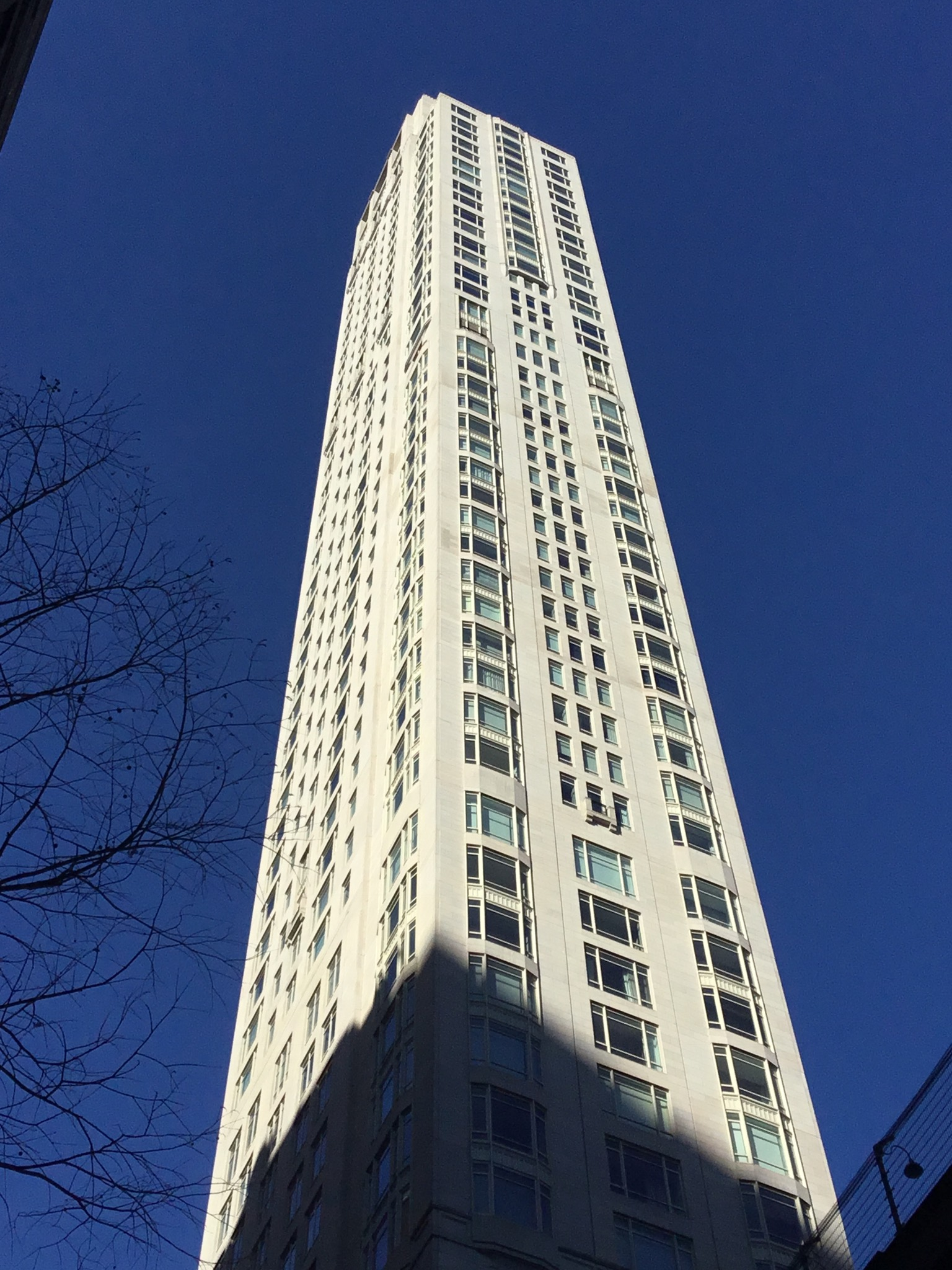
Vertikale Ansicht am 14. Dezember 2022
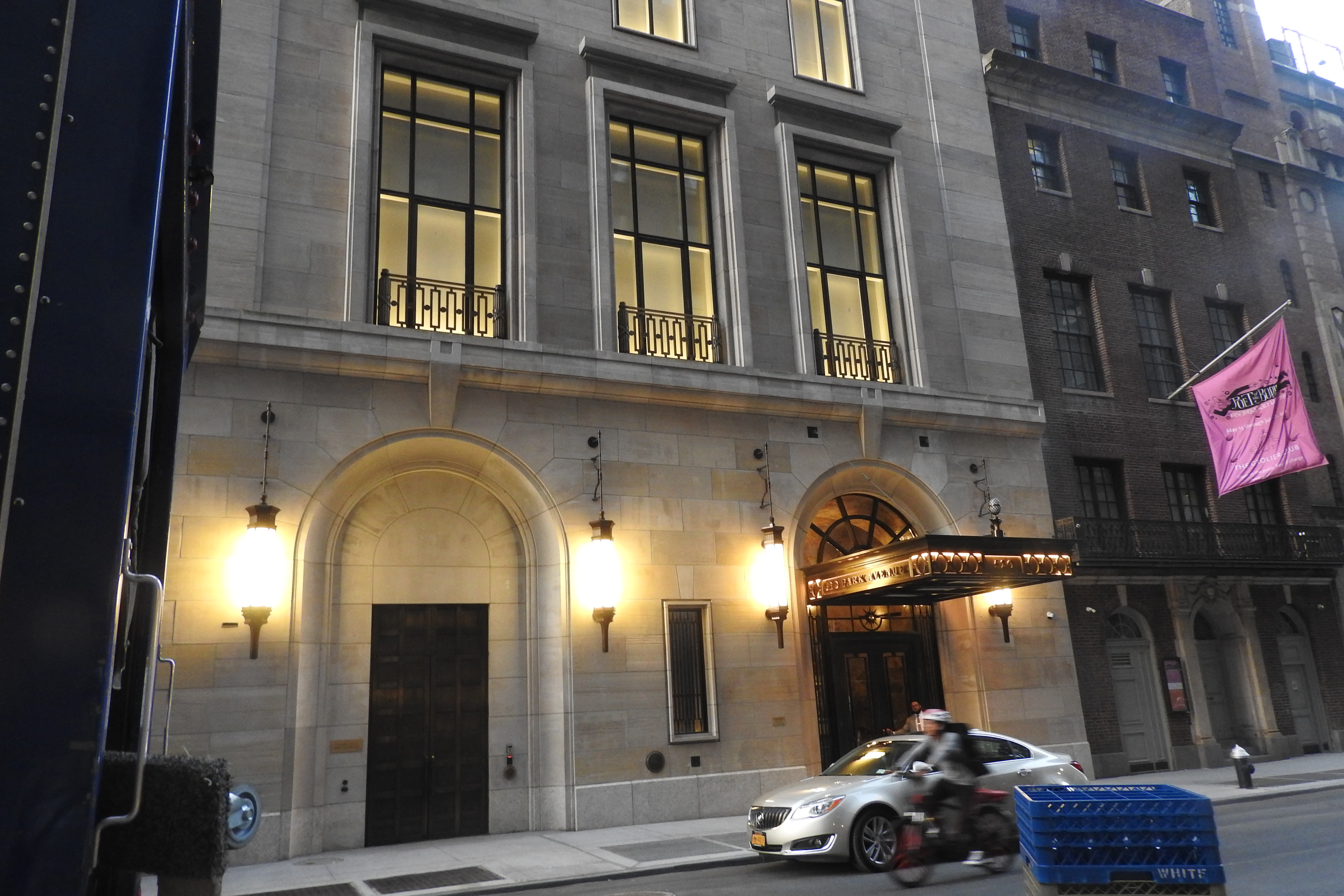
Der Eingangsbereich in der East 60th Street